# Schlechtendalia
Schlechtendalia là một chi thực vật có hoa trong họ Cúc (Asteraceae).

## Từ nguyên
Schlechtendalia là để vinh danh nhà thực vật học người Đức Diederich Franz Leonhard von Schlechtendal (1794-1866), biên tập viên của tạp chí Linnea từ năm 1826.

## Các loài
Chi Schlechtendalia hiện tại chỉ bao gồm 1 loài:
- Schlechtendalia luzulaefolia Less., 1830: Phân bố tại đông bắc Argentina, nam Brasil và Uruguay.

## Lưu ý
- Schlechtendalia Wild., 1804[4] là danh pháp bị từ chối (nom. rej.), do loài điển hình của nó S. glandulosa Willd., 1804 chính là Willdenova glandulosa Cav., 1791 - loài điển hình của Willdenova, nhưng bản thân Willdenova Cav., 1791 lại là đồng danh muộn của Wildenowia Thunb., 1790 nên nó là không hợp lệ (nom. illeg.). Hiện nay nó là đồng nghĩa của Adenophyllum Pers., 1807 cùng họ Asteraceae.
- Schlechtendalia Spreng., 1827[5] là không hợp lệ (nom. illeg.), do là đồng nghĩa muộn của Mollia Mart., 1826 họ Malvaceae, đồng thời là đồng danh muộn của Schlechtendalia Wild., 1804.